# Emir Kusturica
Emir Kusturica, serb. Емир Кустурица (ur. 24 listopada 1954 w Sarajewie) – jugosłowiański i serbski reżyser filmowy, scenarzysta, muzyk, także aktor. Dwukrotnie nagrodzony Złotą Palmą na 38. i 48. MFF w Cannes (1985, 1995).

## Życiorys
Jeden z najbardziej utalentowanych i oryginalnych europejskich twórców filmowych dwóch ostatnich dekad XX wieku. Reżyserię studiował na praskiej uczelni filmowej FAMU. Z tego okresu pochodzi jego studenckie dzieło – Guernica. Już jeden z pierwszych filmów, nakręconych po powrocie do ojczyzny, oparty na noweli Ivo Andricia Bar Titanic, zyskał uznanie krajowej krytyki.
Międzynarodową sensację wywołał nakręcony w 1985 Ojciec w podróży służbowej. Nostalgiczna opowieść o dojrzewaniu w Jugosławii lat pięćdziesiątych XX w. zdobyła Złotą Palmę na 38. MFF w Cannes. Film był także nominowany do Oscara dla najlepszego filmu nieanglojęzycznego.
Klasę reżysera potwierdził Czas Cyganów, film którego akcja rozgrywa się w środowisku bałkańskich Romów. Był to pierwszy film Kusturicy, do którego muzykę skomponował Goran Bregović; współpraca artystów urwie się dopiero po filmie Underground.
Kolejny film Kusturicy, Arizona Dream, jest jego pierwszym filmem anglojęzycznym. W tej tragikomicznej baśni o poszukiwaniu szczęścia i spełnianiu marzeń w rolach głównych wystąpili Faye Dunaway i Johnny Depp.
W 1995 powstaje najgłośniejszy i wzbudzający największe kontrowersje film Kusturicy – Underground, niemal trzygodzinny fresk będący gorzkim rozliczeniem reżysera z Jugosławią i jej historią. Film rozpoczyna się podczas niemieckiej okupacji, ostatnie jego sceny rozgrywają się w czasie wojny w Bośni. Underground został uhonorowany Złotą Palmą na 48. MFF w Cannes.
Kusturica jest także muzykiem; gra na gitarze w zespole No Smoking Orchestra.
Emir Kusturica pochodzi z rodziny muzułmańskiej, ale w roku 2005 przyjął chrzest w obrządku prawosławnym, przybierając imię Nemanja Kusturica. Uroczystość odbyła się w Monastyrze Savina w miejscowości Herceg Novi w Czarnogórze.
Zasiadał w jury konkursu głównego na 46. MFF w Cannes (1993). Przewodniczył obradom jury na 56. MFF w Wenecji (1999) oraz na 58. MFF w Cannes (2005). Był również przewodniczącym jury sekcji „Cinéfondation” na 56. MFF w Cannes (2003) oraz sekcji „Un Certain Regard” na 64. MFF w Cannes (2011).
Jest członkiem serbskiej Rady Koronnej.

## Odznaczenia
- 2011 – Kawaler Legii Honorowej (Francja)[2]
- 2016 – Order Przyjaźni (Federacja Rosyjska)[3]
- 2017 – Komandor Orderu Gwiazdy Włoch (Włochy)[4]
- 2018 – Order Flagi Republiki Serbskiej ze złotym wieńcem (Republika Serbska)[5]
- 2019 – Medal Za Zasługi I Stopnia (Czechy)[6]
- 2021 – Order Sretenjski I Klasy (Serbia)[7]

## Kontrowersje
Kusturica wielokrotnie publicznie deklarował się jako zwolennik Władimira Putina, był gościem podczas jego zaprzysiężenia na prezydenta w 2012 roku. W 2016 roku został odznaczony przez rosyjskiego przywódcę Orderem Przyjaźni.
Poparł rosyjską aneksję Krymu (2014) oraz agresję na Ukrainę (2022), o której wywołanie obwinił dążące do zniszczenia Rosji kraje zachodnie.

## Literatura

### Gdzie ja jestem w tej historii?
Autobiografia Kusturicy, zatytułowana Gdzie ja jestem w tej historii?, została wydana w Belgradzie w październiku 2010 roku przez wydawnictwo Novosti AD. Początkowo wydana została w nakładzie 20 000 egzemplarzy wyłącznie na rynek Serbii, Czarnogóry i Bośni i Hercegowiny, w ciągu kolejnych kilku miesięcy doczekała się jeszcze trzech wydań. W roku 2013 łączna liczba sprzedanych egzemplarzy przekroczyła 114 000.
Książka została przetłumaczona i wydana w kilku krajach europejskich:
- Włochy: Dove sono in questa storia – 2011
- Francja: Où suis-je dans cette histoire? – 2011
- Niemcy: Der Tod ist ein unbestätigtes Gerücht – 2011
- Bułgaria: Cмъpттa e нeпoтвъpдeн слух – 2012
- Grecja: Κι εγώ πού είμαι σ' αυτή την ιστορία – 2012
- Rumunia: Unde sunt eu în toată povestea asta – 2012
- Węgry: Hogy jövök én a képbe? – 2012
- Hiszpania: ¿Dónde estoy en esta historia? – 2012

W Polsce książka wydana została w roku 2014 pod tytułem Gdzie ja jestem w tej historii? przez wydawnictwo Claroscuro.

### Sto jada
Druga książka Kusturicy, powieść Sto jada została wydana w Serbii w 2013 roku przez wydawnictwo Novosti AD. W 2015 roku zostało wydane francuskie tłumaczenie książki, zatytułowane Étranger dans le mariage.

## Filmografia

### Reżyser
- Nadchodzą panny młode (Nevjeste dolaze, 1978)
- Guernica (Gernika, 1978)
- Bar Titanic (Bife Titanik, 1979)
- Czy pamiętasz Doly Bell? (Sjećaš li se Doli Bel, 1981)
- Ojciec w podróży służbowej (Otac na službenom putu, 1985)
- Czas Cyganów (Dom za vešanje, 1988)
- Arizona Dream (1993)
- Underground (1995)
- Czarny kot, biały kot (Crna mačka beli mačor, 1998)
- Życie jest cudem (Život je čudo, 2004)
- Wszystkie niewidzialne dzieci (All the Invisible Children, 2005, dzieło zbiorowe)
- Obiecaj mi! (Zavet, 2007)
- Maradona według Kusturicy (Maradona by Kusturica, 2008)
- Na mlecznej drodze (On the Milky Road, 2016)

## Nagrody
- Cezar
  - 2005: Życie jest cudem
  - Najlepszy Film z Unii Europejskiej (ex aequo)
- Nagroda na MFF w Cannes
  - 1995: Underground
  - Złota Palma
  - 1989: Czas Cyganów
  - Najlepszy Reżyser: 1985: Ojciec w podróży służbowej
  - Złota Palma
- Nagroda na MFF w Berlinie
  - 1993: Arizona Dream
  - Srebrny Niedźwiedź
- Nagroda na MFF w Wenecji
  - 1998: Czarny kot, biały kot
  - Srebrny Lew za najlepszą reżyserię: 1981: Czy pamiętasz Doly Bell?
  - Złoty Lew za debiut